# Frička
Frička (in ungherese Felsőfricske, in tedesco Fritsch, in ruteno Frička) è un comune della Slovacchia facente parte del distretto di Bardejov, nella regione di Prešov.

## Storia
Il villaggio viene citato per la prima volta nel 1598 come possedimento della Signoria di Makovica.